# Šećerna repa
Šećerna repa je gajena biljka sa visokom koncentracijom saharoze u korenu. Ona je dvogodišnja biljka ali se u povrtarstvu gaji kao jednogodišnja. Gaji se kako bi se iz nje dobio šećer.

## Opis kulture
Šećerna repa ima mesnat koren bele boje, sa ravnom krunom. Postolje se sastoji od korena i rozetom listova. Šećer se formira tokom fotosinteze u listovima, a potom se skladišti u korenu.
Koren repe sadrži 75% vode, oko 20% šećera, i 5% pulpe. Sadržaj šećera može da varira između 12% i 21%, u zavisnosti od sorte i uslova gajenja. Šećer se u korenu nalazi u vidu pulpe i nije rastvorljiv u vodi, uglavnom se sastoji od celuloze, hemiceluloze, lignina i pektina. Šećerna repa raste isključivo u umerenoj zoni, za razliku od šećerne trske, koja raste isključivo u tropskim i suptropskim predelima. Prosečna težina korena šećerne repe iznosi između 0,5 i 1 kg. Listovi šećerne repe su brojni i široki, rastu u pramenom delu krune korena, koja je obično u nivou ili neposredno iznad površine zemlje imaju sjajnu zelenu boju i narastu do visine od oko 35 cm.

## Istorija šećerne repe
Moderna šećerna repa datira iz sredine 18. veka iz pokrajine Šleska gde je kralj Prusije podsticao naučnike da pronađu novi način za ekstrakciju šećera. Andreas Margraf je 1747. godine izolovao šećer iz korena šećerne repe, gde je pronađen u koncentraciji od 1.3-1.6%. Takođe je pokazao da se šećer može ekstraktovati iz šećerne repe u istoj količini kao kad se ekstraktuje iz šećerne trske. Utvrđeno je da bela šećerna repa ima najbolje osobine za gajenje, a vremenom je kroz selekciju količina šećera rasla na 6 do današnjih 20%. Zahtevom kralja dolazi do otvaranja prve fabrike za proizvodnju šećera od korena šećerne repe. Fabrika se otvara u Kunernu 1801. godine.
Šećerna repa se ubrzo prenosi i u Francusku, gde je Napoleon otvorio posebne škole za proučavanje postrojenja za preradu šećera iz šećerne repe. On je takođe naredio da se poseje 28.000 hektara koji bi služili proizvodnji novih vrsta pri selekciji šećerne repe. Ovo je bio odgovor na britanske blokade šećerne trske tokom Napoleonovih ratova, koji je na kraju stimulisao brz rast industrije za proizvodnju šećerne repe u Evropi. Od 1840. godine oko 5% proizvodnje svetskog šećera potiče od šećerne repe, a od 1880. taj broj je porastao više od deset puta na preko 50%. Šećerna repa je uvedena u Severnu Ameriku posle 1830. godine, a prva komercijalna proizvodnja početkom 1879. godine na farmi u Alvaradu, Kalifornija. Šećerna repa je takođe uvedena i u Čile preko nemačkih doseljenika oko 1850. godine.

## Stvaranje
"Koren repe, kada se kuva, daje sok sličan sirupu od šećera, koji dobija izgled sirupa crvene boje." Ovo je napisao naučnik 16-og veka, Olivier de Serres, koji je otkrio postupak za dobijanje šećera sirup iz korena šećerne repe. Međutim, pošto je kristalisanjem šećerne trske već bio dostupan i obezbeđen bolji ukus, taj proces nikada nije prihvaćen. Ova priča karakteriše istoriju šećerne repe. Konkurencija između šećerne repe i šećerne trske za kontrolu tržišta šećera traje oduvek.
Upotreba šećerne repe za ekstrakciju šećera kreće od datuma 1747. godine, kada je Andreas Sigismund Marggraf, profesor fizike u Akademiji nauka u Berlinu, otkrio postojanje šećera u povrću sličnim u svojim svojstvima šećernoj trsci. Istraživanjem raznih vrsta povrća našao da je najbolji izvor za dobijanje šećera od nekog povrća bio koren šećerne repe. Uprkos uspehu Marggraf u izolaciju čistog šećer iz korena repe, njihova komercijalna proizvodnja šećera nije krenula sve do početka 19. veka. Marggrafov učenik i naslednik Franc Karl Ahard počeo je selektivno uzgoj šećerne repe iz 'Beli Silesian' stočne repe 1784. godine. Do početka 19-og veka, njegova repa imala je oko 5-6% saharoze od (suve) težine, u poređenju sa oko 20% u modernoj sorti. Pod pokroviteljstvom Fridrih Vilhelm III, otvorena je prva fabrika šećera na svetu ,1801. godine u Cunern (Polish: Konari), ciji je glavna sirovina za preradu bila šećerna repa.

### Francuska
Francusko postrojenje za preradu šećerne repe je u funkciji od 1840. godine.
Rad Achard u privlači pažnju Napoleona Bonaparte, koji je imenovao komisiju naučnika da idu u Šlezije da istraže fabriku Achard. Po povratku, izgrađene su dve male fabrike u blizini Pariza. Iako ove fabrike nisu bile u potpunosti uspešne, postignuti rezultati veoma su zainteresovali Napoleona. Zbog ratova sa Engleskom i njihove blokade i revolucije na Haitiju protiv njegovog brata doveo je do toga da uvoz šećerne trske postane neodrživ. Napoleon je iskoristio priliku koju je nudila prerada šećerne repe da se nadomesti manjak. Napoleon je 1811. izdao zakon o namenskom izdvajanju milion franaka za osnivanje škola o šećernoj repi i uverio poljoprivrednike da zasadi velike zasade šećerne repe sledeće godine. On je takođe zabranio dalji uvoz šećera sa Haitija.
Broj mlinova značajno je porastao tokom 1820. godine i 1830, dostiže vrhunac od 543 mlina u 1837.godini, a broj je pao na 382 mlina u 1842.godini, uprkos tome te godine se proizvelo oko 22,5 miliona kilograma šećera.

### Zapadna Evropa
Kao rezultat francuskog napredak u proizvodnji šećera i preradi repe nastalih tokom Napoleonovih ratova, industrija šećera u Evropi se brzo razvija. U Nemačkoj 1810. godine zatraženo je eksperimentisanje da bi se povećao sadržaj šećera u repi. Francuz Žan-Batist Kueruel je 1812. godine radeći za industrijalca Benjamin Delessert, osmislio je proces ekstrakcije šećera pogodnim za industrijsku primenu. Francuska je 1837. godine postala najveći proizvođač šećerne repe u svetu.U Francuskoj 1837. godine 542 fabrike su proizvodile 35.000 tona šećera. Međutim, 1880. godine, Nemačka je postala najveći proizvođač šećerne repe u svetu, pošto su nemačke fabrike počele da obrađuje većinu šećerne repe gajene u istočnoj Francuskoj. Do 1850-ih, proizvodnja šećerne repe je dospela u Rusiju i Ukrajinu. Ovo je bilo moguće zahvaljujući zaštiti proizvođača šećerne repe i industrije šećera bonusima i subvencijama, koje se isplaćuju proizvođačima šećerne repe za izvoz svoje šećera od strane njihovih vlada. Zaštita koja se pružala proizvođača šećerne repe i industrije šećera izazvala drastičan štetu industriji šećera proizvedenog od šećerne trske i njihov stagnaciju na britanskom tržištu šećera. Rezultat je bio smanjenje u proizvodnji šećerne trske, melase i ruma do 1915. godine. Tokom Prvog svetskog rata, sukobima uništene su velike površine zemlje koja je služila proizvođačima šećerne repe.Tako da je promenjena svrha preostalog zemljišta za proizvodnju žitarica. To je dovelo do nestašice šećera od šećerne repe i obnovilo industriju šećera od šećerne trske.

### Sjedinjene Američke Države
Prvi pokušaji gajenja šećerne repe su progoni u Novoj Engleskoj. Udruženje " Beet Sugar Society of Philadelphia " je osnovan 1836. godine, ono je promovisalo proizvodnju domaće šećerne repe kao alternativni proizvod šećera od šećerne trske koji je uvezen iz zapadne Indije i šećera uvezenog iz Azije, ali koji je bio užasnog ukusa. Međutim, ovaj pokret je propao. Učinjen je pokušaj 1850-ih godina da u Juti od strane LDS Crkva vlasništvu Deseret Manufacturing Compani da proizvedu i prerade šećernu repu, ali nisu uspeli iz nekoliko razloga. Prvo, seme šećerne repe koje je uvezeno iz Francuske nije moglo da da mnogo šećera na slanom tlu Utah-a. Drugo, troškovi uvoza semena repe iz Francuske su progutali svaku mogućnost za profit. Na kraju, niko od ljudi koji rade u fabrici nije znao kako da pravilno koristi hemikalije za odvajanje šećera od rezanaca. Prvu uspešnu fabriku šećerne repe je podigao EH Dier u Alvarado, California (sada Union Citi), 1870, ali je poslovala bez profita do 1879. godine fabrika je preživela zahvaljujući subvencijama koje je dobila. Ali kasnije postaje profitabilna. Posle ovog prvog uspeha u Alvaradu, industrija šećerne repe se brzo proširila. Artur Stainer i jos par njih su 1889.godine bili u stanju da ubedi lidere LDS Church da podrže drugi pokušaj, što je dovelo do pokretanja Juta-Idaho Sugar kompanije. Industrija šećerne repe u Sjedinjenim Američkim Državama je do 1914. godine postigla skoro isti nivo proizvodnje kao i njihove evropske kolege. Najveći proizvođači šećerne repe u Sjedinjenim Državama će ostati Kalifornija, Juta, a Nebraska će ostati sve do izbijanja Drugog svetskog rata. Većina proizvođača šećerne repe su japanski Amerikanci koji su bili internirani u toku Drugog svetskog rata. Proizvodnja šećerne repe u Kaliforniji takođe je prebačena u unutrašnjost države kao što su i Ajdaho, Montana, Severna Dakota i Juta. U mnogim regionima gde su počele nove farme šećerne repe u toku rata, poljoprivrednici nisu bili upoznati sa gajenjem šećerne repe, pa su unajmljeni japanski radnici iz koncentracionih logora koji su bili upoznati sa proizvodnjom šećerne repe i sa radom na farmama.

### Velika Britanija
Šećerna repa se u Velikoj Britaniji nije gajila u velikoj meri do sredine 1920. godine, kada je izgrađeno 17 fabrike za preradu, nakon ratnih nestašica i problemom sa uvezom šećerne trske. Pre Prvog svetskog rata, sa svojim širokim carstvima, Velika Britanija jednostavno je uvozila šećer koji je bio najjeftiniji na tržištu. Međutim, svetski rat je stvorio manjak šećera, zbog čega je razvoj domaćeg tržišta stao. Prva fabrika za preradu šećerne repe je podignuta na Lavenham u Suffolku u 1860. godine, ali su doživeli procvat nakon nekoliko godina bez vladine podrške. Dvanaest godina kasnije, 1927. godine, oni su uspeli. Industrija šećerne repe u Velikoj Britaniji je konačno subvencionisana, i tada se obezbedila stabilnost domaće industrije koja je prolazila kroz periode dobitaka i gubitaka u godinama 1915.

### Rusija
U Rusiju šećerna repa stiže 1850. kao deo opšte ekspanzije popularnost šećerne repe na istoku. Cena uvozne šećerne trske je posebno visoka u Rusiji zbog ove visoke cene, Ruskoj industriji šećerne repe nisu potrebne subvencije da bi parirali ceni šećerne trske. Tokom sovjetske vlade, poljoprivredna proizvodnja Rusije prilično je stagnirala, međutim, proizvodnja šećerne repe je malo porasla. Uprkos niskoj stopi rasta u proizvodnji tokom sovjetskog perioda, posebno impresivan napredak je napravljen u razvoju semena, od kojih je najkorisniji bio razvoj šećerne repe otporne na niske temperature.

## Kultura
Šećernoj repi, kao i šećernoj trsci, potrebna je odgovarajuća zemlja i jedinstvena klima za uspešno gajenje. Najvažnije uslovi su da zemlja mora da sadrži veliku količinu hrane za biljku, mora biti bogata humusom i zadržavati mnogo vlage. Izvesna količina alkalija nije nužno štetna, jer šećerna repa nije posebno podložna povredama od strane nekih alkala. Zemlja bi trebalo da bude dobro izravnata i odvodnjena, posebno tamo gde se navodnjavanje praktikuje. Fizički izgled je manje bitan, dosta je važan sadržaj zemljišta na kome repa raste. Zemljište koje je poželjno za rast repe je peščana ilovača, to jest, mešavina organske materije, gline i peska. Prisustvo plužnog đona nije poželjno, a može se izbeći dubljom obradom zemljišta: potrebna je dubina od 30,5 cm do 38,1 cm da bi se postigli najbolji rezultati u proizvodnji. Klimatski uslovi, temperatura, sunce, kiše i vetrovi imaju važan uticaj na uspeh šećerne repe. Temperatura u rasponu od 15 do 21°C tokom vegetacionog meseca je najpovoljnija. Da bii se postigao optimalan prinos repe potrebno je da padne 460 mm kiše, pri nedostatku padavina potrebno je navodnjavati da bi se postigli optimalni uslovi za rast i razvoj repe. Jaki vetrovi su štetni, jer isušena zemljina kora sprečava mlade repe da se probiju na površinu. Najbolji rezultati se postižu duž obale južne Kalifornije, gde posle toplih i sunčanih dana slede hladne i maglovite noći, tako da se ispunjavaju osnovni uslovi za rast šećerna repe. Dugodnevno sijanje sunca, ali ne velikog intenziteta, jeste najvažniji faktor u uspešnom gajenju šećerne repe. Blizu ekvatora, kratki dani sa visokim temperaturama naglo smanjuju sadržaj šećera u repi. U regionima sa velikm nadmorskim visinama poput onih u Koloradu i Juti, gde je temperatura visoka u toku dana, ali su noći maglovite, kvalitet šećerne repe je odličan. U Mičigenu dosta vrelih letnjih dana, kao i relativno velika geografska širine donjeg poluostrva, gde je skoncentrisana proizvodnja, i uticaj velikih jezera ― stvaraju povoljne uslove za razvoj šećerne repe. Sibving je region u Američkoj državi Mičigen, i region i država su glavni proizvođači šećerne repe. Sibving je dom jedne od tri fabrike Mičigen šećer kompanije. Grad je sponzor godišnjeg Michigan Sugar festivala. Da bi se šećerna repa uspešno uzgajala, zemlja mora da bude adekvatno pripremljena. Duboko oranje je prva faza pripreme zemlje za sadnju repe. Oranje omogućava korenu da prodre kroz niže slojeve zemljišta bez mnogo prepreka. Takođe mu omogućava da pokupi važne hranjive materije i vlagu iz donjeg dela zemljišta. Ali ako nije primenjena prva mera, koren se neće lako probiti i kao rezultat toga repa se neće dobro razviti. Tvrda zemlja je otporna na vodu i sprečava pravilno odvodnjavanje. Idealno, zemlja treba da bude duboka, prilično dobro i sitno obrađena. Takođe treba da bude izravnata da bi zadržavala vlagu, a istovremeno da dopušta slobodan promet vazduha, i da ima dobru drenažu. Šećerna repa brzo iscrpljuje zemlju. Plodored se preporučuje i čak štaviše, neophodan je. Cvekla se uzgaja istim principom svake treće godine, dok se grašak i pasulj seju svake druge godine. U umerenim klimatskim uslovima repa se sadi u proleće i bere u jesen. Na severnoj hemisferi rastuća sezona je kratka: za 100 dana može da se proizvede komercijalno isplativa šećerna repa. U toplijim predelima, kao što je u Kaliforniji, šećerna repa je zimski usev, seje se u jesen i bere se u proleće. U poslednjih nekoliko godina, Singenta je razvio takozvanu tropsku sortu šećerne repe. Ona omogućava biljkama da rastu i u tropskim i suptropskim regionima. Repa se sadi od malog semena; 1 kg semena šećerne repe sadrži 100.000 semenki i sa tom količinom se može posejati oko 2,5 hektara. Do druge polovine 20. veka, proizvodnja šećerne repe dosta zavisi od ljudske radne snage, to jest, dosta je radno-intenzivna. Suzbijanje korova je bilo otežano zbog guste sadnje useva, koji je tada morao da bude ručno ređen dva ili tri puta sa motikom u toku vegetacije. Žetva takođe zahteva veliki broj radnika. Iako su koreni mogli biti izvađeni od strane pluga koji je vukao konj, ostatak priprema je zahtevao ručni rad rukama. Jedan radnik zgrabio bi repu za listove i oborio ih zajedno na zemlju, a zatim položio ih u nižu, da svi budu sa iste strane. Koren sa jedne strane, a lišće sa druge. Drugi radnik, opremljen kukom (kratki alat sličan sekaču i srpu), podiže repu sa zemlje i brzo isecka krunu i lišće sa korena jednim potezom. Radeći na taj način, on će ostaviti red repe za sobom.Tada su setva, primena herbicida za suzbijanje korova, i mehanička berba zavisile od ručnog rada. Danas je sve automatizovano, tj. koriste se razne poljoprivredne mašine. Heder kombajn pomoću noževa seče većinu nadzemnog dela (list i krunu) sa korena repe. Zatim kombajn za repu podiže koren i uklanja višak zemljišta sa korena u jednom prolazu. Moderni kombajn je u stanju da pokrije šest redova u jednom prolazu. Kombajn repu ubacuje u kamione, a zatim kamioni repu dostavljaju u fabriku. Transporter zatim uklanja višak nečistoće. Ako je potrebno da se repa ostavi za kasniju prepadu, onda se formira gomila u obliku izduženog trougla. Bale slame se koriste za pokrivanje repe od vremenskih prilika. Kada se repa zamrzne i onda odmrzne, proizvodi složene ugljene hidrate, koji uzrokuju ozbiljne probleme u proizvodnji u fabrici. U SAD početak žetve počinje sa prvim mrazevima, koji zaustavljaju fotosintezu i dalji rast korena. U zavisnosti od lokalne klime, može se izvršiti tokom nekoliko nedelja ili može produžiti i tokom zimskih meseci. Žetva i obrada repe zahtevaju organizaciju, jer je potrebno da se repa dostavi brzo u fabrike koje rade 24 sata dnevno za vreme trajanja žetve i obrade (za Veliku Britaniju, ta kampanja traje oko pet meseci). U Holandiji, u ovom periodu povećanja je opreznost pri vožnji na lokalnim putevima dok se repa uzgaja, jer je prirodno visok sadržaj gline u zemljištu.To ima tendenciju da izazove klizav put, kada zemlja koja je bila zalepljena na vozilu u toku transporta otkači i padne na put.

## Proizvodna statistika
| Br.                                                | Zemlja           | Proizvodnja (miliona tona) |
| -------------------------------------------------- | ---------------- | -------------------------- |
| 1.                                                 | Rusija           | 39.2                       |
| 2.                                                 | Francuska        | 33.6                       |
| 3.                                                 | SAD              | 29.8                       |
| 4.                                                 | Nemačka          | 22.8                       |
| 5.                                                 | Turska           | 16.5                       |
| 6.                                                 | Kina             | 12.1                       |
| 7.                                                 | Ukrajina         | 10.8                       |
| 8.                                                 | Poljska          | 10.6                       |
| 9.                                                 | Egipat           | 10.0                       |
| 10.                                                | Velika Britanija | 8.0                        |
| Ukupno                                             | Svet             | 250.2                      |
| Izvor: Organizacija za hranu i poljoprivredu (FAO) |                  |                            |

Svet je proizveo 250.191.362 tona od šećerne repe u 2013. godini, najveći proizvođač na svetu je Rusija, sa 39.321.161 tona. Prosečan prinos šećerne repe u svetu je 58,2 tona po hektaru. U 2011. godini, Francuska, SAD, Nemačka, Rusija i Ukrajina su prvih pet najvećih proizvođača šećerne repe po masi. Najproduktivnija farma šećerne repe u svetu 2010. godine bila je u Čileu, sa nacionalnim prosečnim prinosom od 87,3 tona po hektaru. Industrija šećera u EU je pod birokratskim pritiskom u 2006. godini zatvorila dosta fabrika sto je rezultiralo gubitkom 20.000 radnih mesta, iako su mnoge fabrike, kako se u kasnijoj reviziji EU utvrdilo, greškom ugašene, a su bile profitabilne i bez državne intervencije. Zapadna i Istočna Evropa nisu proizvele dovoljno šećera od šećerne repe da bi zadovolji ukupnu tražnju za šećerom u periodu 2010-2011, pa su bili uvoznici šećera.

## Prerada
Nakon što je sakupljena, repa se obično transportuje u fabriku gde se istresa na gomile sa kojih se kasnije uzima uzorak.

### Difuzija
Nakon prijema u fabriku za preradu, koren repe se pere i mehanički seče na tanke trake, a kasnije se pomoću difuzora izdvaja sadržaj šećera u rastvor vode. Tipično, proces difuzije traje oko 90 minuta. Tečnost koja izlazi iz difuzora se zove sirovi sok. Boja sirovog soka varira od crne do tamno crvene u zavisnosti od količine oksidacije. Prerađen sirov sok izlazi iz difuzora sa oko 95% vlage, ali niskim sadržajem saharoze. Koristeći prese, kaša se pritiska i cedi do 75% vlage. Ovo povećava koncentraciju saharoze u tečnosti i smanjuje energiju potrebnu za sušenje celuloze. Presovana pulpa se suši i prodaje kao stočna hrana, a konačan nusprodukt, komina, se koristi kao đubrivo ili supstrat. Tokom difuzije, jedan deo saharoze razgrađuje u invertne šećere. Oni mogu da se podvrgnu daljom razgradnjom u kiseline. Ovi proizvodi razlaganja nisu samo gubici saharoze, već imaju efekat da smanjuju količinski izlaz prerađenog šećera iz fabrike. Pokušaji rada difuzije pod alkalnim uslovima su učinjeni, ali se proces pokazalo problematičan, poboljšana je ekstrakcija saharoze u difuziji, ali je došlo do problema u narednim fazama.

### Karbonizacija
Karbonizacija je postupak koji uklanja nečistoće iz sirovog soka pre nego što prođe kristalizaciju. Prvo, sok se meša sa vrelim krečnim mlekom (suspenzija kalcijum hidroksida u vodi). Ovaj tretman taloži brojne nečistoće, uključujući multivalentne anjone poput sulfata, fosfata, citrata i oksalata, što izaziva i njihove kalcijumove soli, velikih organskih molekula poput proteina, saponina i pektinina, koji reaguju u prisustvu multivalentnih katjona. U alkalnim uslovima prosti šećeri se pretvaraju u glukozu i fruktozu, pomoću glutaminskih amino kiselina, do hemijski stabilnih karbonskih kiselina. Ukoliko se ne spreči ovi šećeri bi mogli da ugroze kristalizaciju saharoze. Ugljen dioksid se izdvaja u mehurićima kroz rastvor alkalnog šećera, taloženjem kreča kao kalcijum karbonata. Čestice kalcijum karbonata zarobljavanu neke nečistoće i apsorbuju neke druge. Ovako se dobija isfiltriran rastvor zlatno-svetlobraon boje i zove se tanak sok.

### Koncentrisanje
Tanak sok koncentriše se preko višestepenog isparavanja da bi debeli sok, oko 60% saharoze po masi i sličan po izgledu sirupu za palačinke. Sokovi mogu biti smešteni u rezervoare za naknadnu obradu, smanjujući opterećenje na postrojenje za kristalizaciju.

### Kristalizacija
Sok se ubaci u postrojenje za kristalizaciju. Recikliran šećer se rastvara u njemu, a dobijeni sirup zove matična tečnost. Liker se posle koncentriše pod uticajem vakuuma u velikim posudama (tzv. vakuum pans), sa dodatkom finih kristala šećera. Ovi kristali se pretvaraju u šećer kako se matična tečnost formira oko njih. Dobijeni šećer kristal i sirup milk zove se massecuite. Massecuite se prenosi u centrifugu, gde se visoki eleni sirup uklanja iz massecuite pod uticajem centrifugalne sile. Posle određenog vremena, voda se ubrizgava u centrifugu pod pritiskom da bi se sa šećernih kristala sprao mali svetlo zeleni sirup. Centrifuga se zatim okreće pod velikom brzinom da bi delimično osušila kristale mašina onda usporava i mašina obliku ruke je prenosi do postrojenja ispod gde se transportuje u rotirajući granulator gde se suši pomoću toplog vazduha. Ovaj šećer ("sirov") je lošijeg kvaliteta sa više boje i nečistoća, i to je glavni izvor šećera koji se ponovo rastvora u matičnu tečnost. Sirup od sirovog svetlo zelenog sirupa je kuvan duže vreme u AP Pans i polako teče oko niza od oko osam kristala. Iz ovoga, se proizvode niskokvalitetni šećer kristal koji se može ponovo rastvarati. Odvojeni sirup je melasa, koja još uvek sadrži šećer, ali sadrži previše nečistoće da se bi se podvrgla daljoj obradi. Melasa se čuva na licu mesta i dodaje u proizvodnji stočne hrane. Neki se takođe prodaje u rasutom stanju.

## Poljoprivreda
Šećerna repa je važan deo ciklusa useva. Šećerna repa je podložni rizomaniji ("ludilo korena"), koja pretvara koren u mnogo malih korena, čineći useve ekonomski neisplativim. Stroge kontrole sprovode se u evropskim zemljama da se spreči širenje bolesti, ali već je postala epidemiskih razmera u nekim oblastima. Kontinuirano istraživanje ima cilj da se pronađu sorte otporne na razne bolesti, kao sorte koje imaju veći prinos šećera. Istraživanje i uzgoj šećerne repe u Sjedinjenim Američkim Državama najviše je vidljivo i odvija se na raznim USDA Agricultural Research stanicama, uključujući i one u Fort Collins, Kolorado, na čelu sa Linda Hanson-om i Leonard Panell-om, jedan u Fargo, Severnoj Dakoti, na čelu sa John Vieland-om i jedan na Michigan State Universiti u East Lansing, Mičigen, na čelu sa J. Mitchell McGrath-om. Ostali ekonomski važni članovi porodice Chenopodioideae Subfamili su: cvekla, blitva,Mangelvurzel ili stočna repa.

## Genetske modifikacije
U Sjedinjenim Američkim Državama, genetski modifikovana šećerna repa, poseduje tehničke otpornosti na glifosat, herbicid je na tržištu poznat kao Roundup, je razvio Monsanto kao genetski modifikovani usev. Šećer proizveden od genetski modifikovane šećerne repe otporne na glifosat odobren je za ljudsku i životinjsku ishranu u više zemalja, ali komercijalna proizvodnja biotehnološke repe odobreno je samo u Sjedinjenim Američkim Državama i Kanadi. Istraživanja su zaključila da šećer iz glifosatno-otporne šećerne repe ima istu hranljivu vrednost kao šećer iz konvencionalnih šećernih repa. Posle rasprave 2005. godine šećerna repa otporna na glifosat odobrena je intenzivna proizvodnja u Sjedinjenim Američkim Državama. Oko 95% od šećerne repe u SAD zasađene su sa glifosatno-otpornim semena u 2011. godini. Korov može biti hemijski kontrolisan koristeći glifosat bez oštećenja useva. Nakon sadnje semena šećerne repe, korovi se pojavljuju u poljima i proizvođači primenjuju glifosat da bi ih kontrolisali. Glifosat se najčešće koristi u ratarstvu jer kontroliše širok spektar korova i ima nisku toksičnost. Studija iz Velike Britanije sugerišu da su prinosi genetski modifikovane repe bili veći od konvencionalnih vrsta. Uvođenje glifosatno-otporne šećerne repe može da doprinese većem broju glifosatni-otpornih korova, pa Monsanto je razvio program za podsticanje proizvođačima da koriste različite načine herbicida da kontrolišu svoje korova.

## Spoljašnje veze
- Sugar Process at the American Crystal Sugar Company website Архивирано на веб-сајту  (2. фебруар 2013)
- How Beet Sugar is Made
- CSM sugar Архивирано на веб-сајту  (31. август 2009)
- Guardian (UK) article on how sugar beet can be used for fuel
- Sugar beet culture in the northern Great Plains area hosted by the University of North Texas Government Documents Department
- US court bans GM sugar beet: Cultivation to take place under controlled conditions?
- "Sugar From Beets" Popular Science Monthly, March 1935
- Proceedings of the biannual meetings of the ASSBT (American Society of Sugar Beet Technologists) Архивирано на веб-сајту  (16. март 2012)